# Теодефрід
Теодефрід (д/н — бл. 591) — герцог Алеманії в 573—591 роках.

## Життєпис
Про Теодефрід замало відомостей. Згідно з єпископом Марією Аванським, він був франком, а відповідно до повідомлення Агафія Мірінейського — алеманом. Можливо, в розпал боротьби між франкськими королями Сігібертом I, Гунтрамном і Хільперіком I кожен з них вирішив спиратися на франкських аристократів. До того ж відпала небезпека з боку алеманів. Або навпаки герцог Алеманії Ваефар міг скористатися ситуацією для повстання, але загинув 573 року. Тому довіру до алеманської знаті було втрачено. Теодефрід правив Алеманією (до 587 року спільно з Леутфредом I). Його політичні вподобання невідомі. Наступним герцогом став Унцилін.